# ジェイムズ・ワーディー

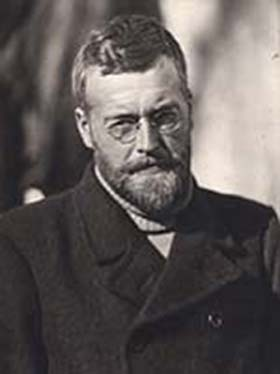
1914年ころ、帝国南極横断探検隊遠征の際に撮影された肖像写真

サー・ジェイムズ・マン・ワーディー (Sir James Mann Wordie CBE FRSE LLD、1889年4月26日 – 1962年1月16日）は、スコットランドの極地探検家、地質学者。

## 生い立ち
ワーディーは、グラスゴーのパトリックで、解体業者であった父ジョン・ワーディー (John Wordie) と母ジェーン・キャサリン・マン (Jane Catherine Mann) の間に生まれた。グラスゴー・アカデミーから、グラスゴー大学に進み、地質学を専攻してBScを取得した。1912年には、ケンブリッジ大学のセント・ジョンズ・カレッジを advanced studentとして卒業し、研究活動に入った。やがて、ロバート・スコットの第2回南極探検（テラノバ遠征）に参加していたフランク・デベナムやレイモンド・プリーストリーの知遇を得た。彼らふたりによって、探険や科学的発見へのワーディーの関心は掻き立てられた。

## 極地探検
1914年、ワーディーは、サー・アーネスト・シャクルトンの南極遠征のひとつであった帝国南極横断探検隊に地質学者、科学スタッフとして参加した。この遠征は、補給船エンデュランスがウェッデル海の氷海に閉じ込められ、1915年に至って氷の圧力で破壊されるなど、全体として失敗に終わったが、ワーディーは士気を高く保ち、海洋学的な、また、流氷に関する科学的観測を行い、また、重要な地質学上の標本を採集した。1920年、彼は王立地理学会からバック賞を授与された。
ワーディーは、このエンデュランスの遠征を含め、合わせて9回の極地探検に出た。1920年代から1930年代にかけて、彼は多数の北極圏への航海に赴き、そこでヴィヴィアン・フックス、ジーノ・ワトキンス、オーガスティン・コートールドなど若い世代の探検家を育成した。このほかにも、科学者スタッフとして彼の遠征に参加した中には、1937年のバフィン湾への調査旅行に加わった気象学者エドマンド・ディモンドがいた。ワーディーはイギリスの極地探検に関する有力な長老研究者となり、まずワーディーに連絡をとらないままイギリスを出発する極地遠征隊は、ほとんど存在しなくなっていた。南極半島にあるワーディー棚氷は、彼の栄誉を讃えて名付けられたものである。彼は、スコット極地研究所 (SPRI)の会長を務め、1951年から1954年にかけては、王立地理学会の会長も務めた。王立地理学会会長の在任中に、エドモンド・ヒラリーとテンジン・ノルゲイによるエベレストの初登頂を達成した、遠征計画の立案を支援した。SPRI会長であったとき、もともとシャクルトンのエンデュランス遠征が目指して失敗していた南極大陸横断に挑んだフックスを支援した。彼はまた、第二次世界大戦中に出版された、イギリスの『Naval Intelligence Division Geographical Handbook Series』にも貢献した。

## 晩年
グラスゴー大学とハル大学は、それぞれ名誉博士号（LLD：法学博士に相当）をワーディーに贈った。
ワーディーは、1962年1月16日にケンブリッジで死去した。

## 顕彰
1926年、ワーディーは、王立スコットランド地理学会のW・S・ブルース・メダルの最初の受賞者となり、1933年には王立地理学会 (RGS) から金メダル（創立者メダル）を、1944年には王立スコットランド地理学会からスコットランド地理学メダルをそれぞれ受賞した。彼は1957年にケンブリッジ大学セント・ジョンズ・カレッジの学寮長（Master：カレッジの長）となり、1957年には極地探検の功績によってナイトに叙された。
彼の名に因んで命名された地名には、ワーディー岬 (ビソコイ島)、ワーディー湾、ワーディー海山、ワーディー棚氷、ワーディー氷河、ワーディー・ヌナタク、ワーディー岬 (エレファント島)がある。